# Суровцев, Андрей Петрович
Андрей Петрович Суровцев (11 августа 1931 года, Москва, РСФСР, СССР — 13 января 2006 года, Москва, Россия) — советский и российский художник, член-корреспондент Российской академии художеств (2001).

## Биография
Родился 11 августа 1931 года в Москве, где жил и работал.
В 1951 году — окончил Московскую среднюю художественную школу.
В 1958 году — окончил Московский художественный институт имени В. И. Сурикова, у Г. Г. Королёва, В. П. Ефанова, К. М. Максимова.
С 1962 года — член Союза художников СССР, с 1988 по 1992 годы — секретарь правления Союза художников СССР, с 1996 года — член правления Союза художников России, с 1995 по 2006 годы — председатель Выставочной комиссии Московского союза художников.
С 1962 по 1982 годы — преподавал на художественно-графическом факультете Московского государственного педагогического института.
С 1975 по 1982 годы — главный художник Комбината живописного искусства (Москва).
В 2001 году — избран членом-корреспондентом Российской академии художеств.
Андрей Петрович Суровцев умер 23 января 2006 года в Москве.

## Творческая деятельность
Среди произведений: «Массовка» (1958), «Прошли поезда» (1964), «Натюрморт с корнем»(1969)"Златоуст. Дождливый день", «Окна завода», «Утро рабочего посёлка», «Два стула и фотографии», «Штрафной удар» (все — 1974), «Окно моего детства» (1977), «Ночная смена» (1979), «Воспоминания об Арбате» (1980), «Староконюшенный переулок зимой», «Осень в Щелканове» (оба — 1981), «Сивцев вражек», «Проходной двор на Арбате», «Улица в Касимове» (все — 1982), «Реконструкция Старого Арбата», «Гроза над Ростовом», «Зима в Бухаре» (все — 1983), «Арбат. 1941 год», «Розовый дом в Волоколамске», «Моя школа» (все — 1984), «Голубой март», «Гоголевский бульвар» (оба — 1985), «Тревога» (1986), «Торговые ряды в Костроме», «Базар в Галиче» (оба — 1987), «Ломбард», «Солнечный день» (оба — 1988), «Московские сумерки», «Холодный день», «Вдова» (все — 1989), «Прощай, шпана арбатская», «Ветеран», «Вечер» (все — 1990), «Арбатская площадь» (1993), «Арбатские сумерки» (1995), «Прошлое нашего двора» (1996), «Прощание», «Пасьянс» (оба — 1997), «Воспоминания о Кривоарбатском» (1998), «Базарный день» (2000), «Михаил Булгаков на Старом Арбате» (2001), серия «Арбат» (2002-06).

## Награды
- Заслуженный художник РСФСР (1982)